# Bosc-Renoult-en-Roumois
Bosc-Renoult-en-Roumois település Franciaországban, Eure megyében. Lakosainak száma 402 fő (2018. január 1.). Bosc-Renoult-en-Roumois Épreville-en-Roumois és Theillement községekkel határos.

## Népesség
A település népességének változása:
| Lakosok száma | 432  | 420  | 1027 | 417  | 402  |
|               | 2013 | 2015 | 2016 | 2017 | 2018 |